# Ambra

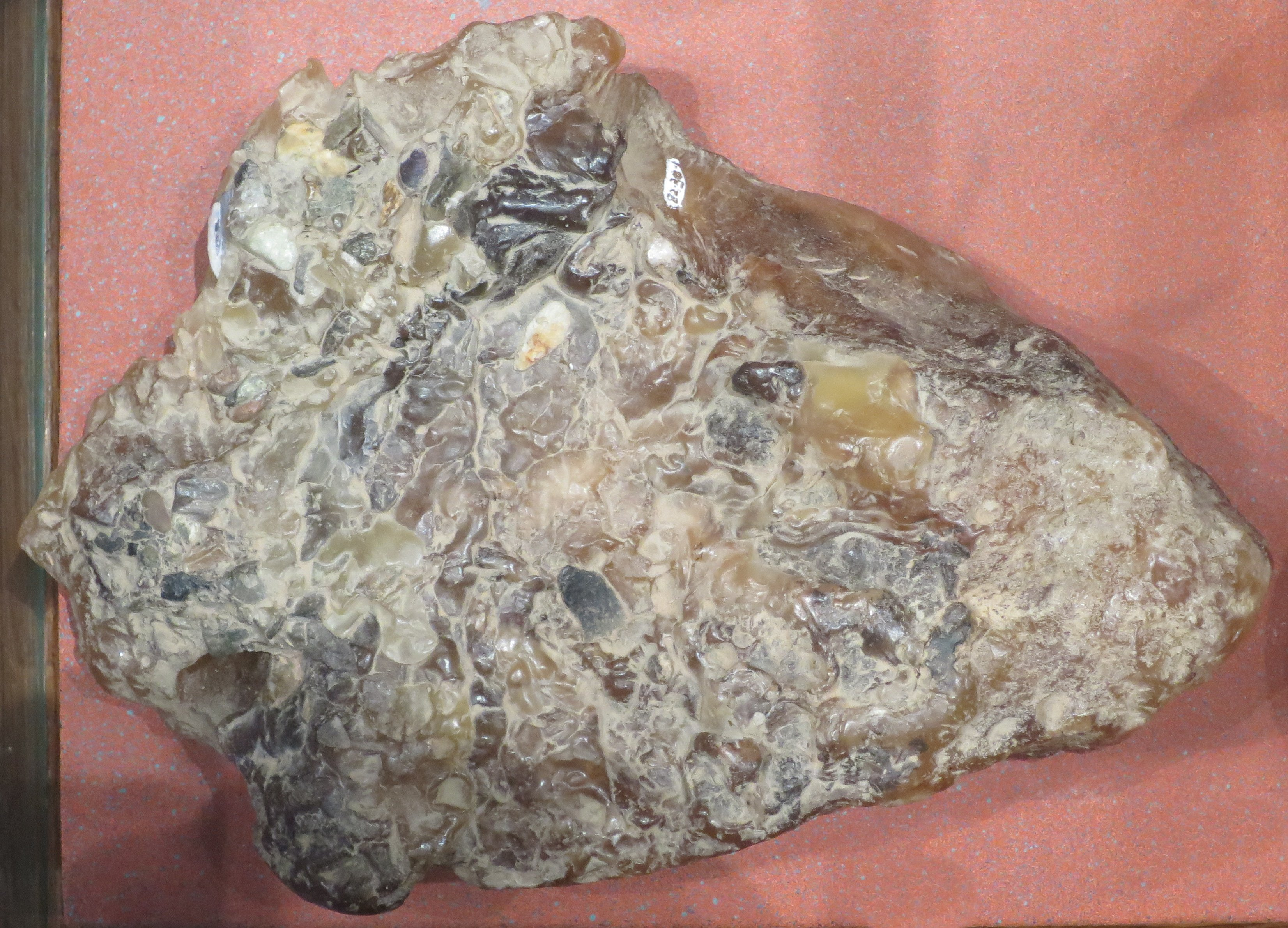
Ambrastycke utställt på Skagwaymuseet i Alaska

Ambra är ett välluktande, vaxliknande ämne som kommer från kaskelotvalens (Physeter macrocephalus) tarmar, antagligen ett slags gallsten.
Ambra består huvudsakligen av fetter, eteriska oljor (13 %) och bensoesyra.
Huvudbeståndsdelen i oljorna utgörs av ambrain, som ibland oriktigt kallas ambrafett, ty det är inte något av det man vanligen menar med fett.
Ambrain är troligen synonymt med kolesterin , C27H46O.
Litteraturen är förvirrande beträffande huruvida kolesterin möjligen är samma sak som kolesterol.
Grågula eller bruna ambraklumpar om allt från ett halvt till 75 kilo kan hittas flytande i havet eller på stränder i bland annat Afrika, Indien och Mellanamerika. Priserna varierar med kvalitet. En ambraklump på 1,1 kg som hittats på en strand i Wales såldes på auktion 2015 till en fransk köpare för 11 000 pund.
Ambra har länge använts som doftämne inom parfymindustri. Idag är äkta ambra sällsynt i parfymer. Istället används en snarlik syntetisk doftnot kallad ambroxan.